# 京都市立双ヶ丘中学校
京都市立双ヶ丘中学校（きょうとしりつ ならびがおかちゅうがっこう）は、京都府京都市右京区花園岡ノ本町にある公立中学校。

## 沿革
- 1949年 - 開校
- 1960年 - 2号校舎竣工
- 1961年 - 3号校舎竣工
- 1962年 - 4号校舎竣工
- 1963年 - 校舎火災のため焼失
- 1964年 - 5号校舎竣工
- 1968年 - プール竣工
- 1977年 - 本館増改築竣工
- 1982年 - 6号校舎竣工
- 2021年 - 京都市立高雄中学校との統合

## 通学区域
以下の小学校区を通学区域とする。
- 京都市立御室小学校
- 京都市立花園小学校
- 京都市立宇多野小学校
- 京都市立高雄小学校

## 周辺
- 京都市立御室小学校
- 京都市立花園小学校
- 京都市立宇多野小学校
- 双ヶ丘保育園
- 双ヶ丘

## アクセス
- 山陰本線 花園駅 (京都府)
- 京都市営バス 花園扇野町にて下車